# Georg Bätzing
Georg Bätzing (ur. 13 kwietnia 1961 w Kirchen) – niemiecki biskup rzymskokatolicki, biskup diecezjalny Limburga od 2016, przewodniczący Konferencji Episkopatu Niemiec od 2020.

## Życiorys
Święcenia kapłańskie otrzymał 11 lipca 1987 i został inkardynowany do diecezji Trewiru. Po kilkuletnim stażu wikariuszowskim został wicerektorem trewirskiego seminarium, a w 1996 objął funkcję jego rektora. W 2009 został kanonikiem kapituły katedralnej, a trzy lata później został mianowany wikariuszem generalnym diecezji.
1 lipca 2016 papież Franciszek mianował go biskupem diecezjalnym Limburga. Sakry udzielił mu 18 września 2016 metropolita koloński, kardynał Rainer Woelki.
7 marca 2020, podczas wiosennego zebrania plenarnego biskupów niemieckich, został wybrany na przewodniczącego Konferencji Episkopatu Niemiec.

## Poglądy
Reprezentuje nurt liberalny Kościele. Opowiada się za dobrowolnym celibatem wśród duchownych oraz kapłaństwem kobiet. Zwolennik zmiany nauczania Kościoła na temat seksualności. Popiera udzielanie błogosławieństwa parom jednopłciowym. W 2022 roku wyraził przekonanie, że seks przedmałżeński nie jest grzechem.
Zwolennik ekumenizmu. Opowiedział się za udzielaniem Komunii Świętej protestantom.